# Domingos Quina
Domingos Quina (ur. 18 listopada 1999 w Bissau) – portugalski piłkarz gwinejskiego pochodzenia występujący na pozycji pomocnika we włoskim klubie Udinese. Wychowanek Chelsea, w trakcie swojej kariery grał także w takich zespołach, jak West Ham United oraz Granada. Młodzieżowy reprezentant Portugalii.